# Pologne aux Jeux olympiques d'hiver de 1964
La Pologne participe aux Jeux olympiques d'hiver de 1964, organisés à Innsbruck en Autriche. Ce pays prend part aux Jeux olympiques d'hiver pour la neuvième fois de son histoire après sa présence à toutes les éditions précédentes. La délégation polonaise, formée de 51 athlètes (40 hommes et 11 femmes) participant à 25 épreuves de 8 disciplines, ne remporte pas de médaille.